# Slow (песня Кайли Миноуг)
«Slow» — песня австралийской певицы Кайли Миноуг. Песня была написана авторами Кайли Миноуг, Дэном Кэри и Эмилианой Торрини. Она была подготовлена Кэри и Торрини и получила положительный отклик от музыкальных критиков. Песня была выпущена в качестве первого сингла альбома в конце 2003 года и занял первое место в Австралии, Дании, Румынии и Великобритании.

## Информация
«Slow» был выпущен в Великобритании 3 ноября 2003 года. Даже если он достиг первого места в Великобритании, сингл продается только 43 000 экземпляров. Песня была также успешной за пределами Великобритании и занял первое место в Австралии. «Slow» стал платиновым по Australian Recording Industry Association на поставки свыше 70 000 экземпляров.
В континентальной Европе один пик под номером один в Дании, Испании и Румынии и достиг успеха в большинстве стран, в том числе Бельгии, Финляндии, Германии, Венгрии, Ирландии, Италии, Нидерландов и Норвегии.

## Клип на песню
Клип сингла был снят в течение трех дней в испанском городе Барселона. Видео начинается с человека, прыгающего в бассейн с трамплина, после чего он выходит из него. Большая часть видео сфокусирована на Кайли, лежащей среди мужчин и женщин в плавках и купальниках.

## Список композиций

### CD сингл 1
1. «Slow» — 3:15
2. «Sweet Music» — 4:08
3. «Slow» (Medecine 8 Remix) — 6:57

### CD сингл 2
1. «Slow» — 3:15
2. «Soul on Fire» — 3:32
3. «Slow» (Radio Slave Mix) — 10:27
4. «Slow» (Synth City Mix) — 5:50

### Японский сингл
1. «Slow» — 3:15
2. «Soul on Fire» — 3:32
3. «Slow» (Medecine 8 Remix) — 6:57
4. «Slow» (Radio Slave Mix) — 10:27
5. «Slow» (Extended Mix) — 6:27